# 汤米·维赛迪
汤米·维赛迪，又稱為汤米，是《俠盜獵車手：罪惡城市》的主角，有哈伍德屠夫之稱。按照遊戲的虛構設定，他在1971年曾因一場殺人案而被關在自由城监狱長達15年，1986年經假釋而重獲自由，老大桑尼·佛雷利隨即將他指派去罪惡城拓展黑幫勢力。一開始遭到陷害，不過湯米還是憑著自己的能力和膽識，克服一個又一個的艱困考驗，最終取代原本的老大建立起了自己的罪惡城黑幫王國。湯米·維賽提於1951年出生於自由城的義大利裔美國人家庭，他的父親在當地擁有一家印刷廠，湯米曾經有意當印刷廠的接班人，但他最後卻選擇與父親走上不一樣的人生。而湯米曾表示，他與他的母親關係非常差。
在《罪惡城市》遊戲裡，劇情一開始湯米因一場殺人案而在自由城中待了15年的苦牢。出獄後，便與老大桑尼佛雷利（Sonny Forelli）聯絡，他給湯米的第一個任務就是與萬斯犯罪家族（Vance Crime Family）領袖維克托·萬斯（Victor Vance）進行交易。從機場出來後，為佛雷利家族工作的律師肯（Ken Rosenberg）帶領湯米前去與萬斯兄弟會面，卻遇到大毒梟里卡多·迪亞茲（Ricardo Diaz）從中作梗破壞交易，維克托被殺，其弟蘭斯（Lance Vance）與湯米逃離現場。湯米為了與蘭斯合作共同揪出陷害他們的元兇，四處接受任務委託打聽消息。直到接受迪亞茲的委託時逐漸發現迪亞茲為破壞交易的幕後主謀，迪亞茲雖先發制人綁架蘭斯但湯米及時救出蘭斯，兩人進而狙殺迪亞茲並接收他的所有資產事業。之後隨著湯米在罪惡城的黑幫事業不斷擴大及成功發展，老大桑尼想要接收湯米的罪惡城事業，但湯米不希望自己辛苦建立的龐大事業落入他人手中而拒絕桑尼的要求。桑尼憤怒之下帶人闖入湯米的豪宅，還買通蘭斯背叛湯米，進行主從決裂的大決戰。最後桑尼一幹人與蘭斯反被湯米槍殺，遊戲劇情以湯米與肯共同建立罪惡城的黑幫王國作為收尾。